# Tiora angulosa
Tiora angulosa är en fjärilsart som beskrevs av Ruggero Verity 1919. Tiora angulosa ingår i släktet Tiora och familjen juvelvingar. Inga underarter finns listade i Catalogue of Life.